# 고독한 늑대
고독한 늑대(Lone Wolf McQuade)는 미국에서 제작된 스티브 카버 감독의 1983년 액션 영화이다. 척 노리스 등이 주연으로 출연하였고 요람 벤 아미 등이 제작에 참여하였다.

## 출연

### 주연
- 척 노리스
- 데이빗 캐러딘

### 조연
- 바바라 카레라
- 레온 아이작 케네디
- 로버트 벌트런
- L.Q. 존스
- 데이너 키멜
- R.G. 암스트롱
- 샤론 패럴

## 제작진
- 협력프로듀서: 애론 노리스
- 미술: 놈 바론